# Ponale
Ponale – stacja metra w Mediolanie, na linii M5. Znajduje się na Viale Fulvio Testi, w Mediolanie i zlokalizowana jest pomiędzy stacjami Bignami i Bicocca. Została otwarta w 2013.